# Tarn
Tarn este un departament din sudul Franței, situat în regiunea Occitania. Este unul dintre departamentele originale ale Franței create în urma Revoluției din 1790. Este numit după râul omonim care traversează departamentul. 

## Localități selectate

### Prefectură
- Albi

### Sub-prefecturi
- Castres

### Alte orașe
- Graulhet
- Mazamet

## Diviziuni administrative
- 2 arondismente;
- 23 cantoane;
- 319 comune;